# Callichromopsis furcifera
Callichromopsis furcifera là một loài bọ cánh cứng trong họ Cerambycidae.